# Het reservaat
Het reservaat is een boek van de Vlaamse schrijver Ward Ruyslinck uit 1964. Het boek werd in 1967 bekroond met de Prijs van de Vlaamse Provinciën. Daarnaast stond het onder de titel Homo mollis van oktober 1973 tot april 1974 in een bewerking van Jan Machulski, op de affiche van het Experimenteel Theater Ochoty te Warschau.
Het boek handelt over een maatschappij die gebaseerd is op nut en winst. Ze kent een regime dat mensen met zachte dwang in de pas laat lopen. Alles moet nuttig zijn en winst opleveren. Vriendschap, muziek, poëzie en godsdienst worden als niet nuttig beschouwd. Aan de top van het systeem bevindt zich een old boys network, waarvan de leden elkaar voortdurend indekken.
De onderdrukking van oude waarden is efficiënter dan die in bijvoorbeeld het boek 1984. Militairen zijn er niet te zien, politie ook nauwelijks. Niettemin eist het systeem wel gehoorzaamheid en wie niet meewerkt wordt meedogenloos verpletterd. Wie zich niet aanpast wordt omgekocht, monddood gemaakt of in zijn beroep aangetast. Wie het dan nog niet opgeeft, wordt geëlimineerd, zoals de hoofdpersoon.
Het verhaal gaat over de strijd van een individu tegen dit systeem, die (uiteraard) hopeloos door hem verloren wordt. Zijn familienaam illustreert dat: Jonas wordt, net zoals de Bijbelse Jonas, door een grote walvis (het systeem) opgegeten (vergelijk ook: Leviathan).

## Het verhaal
Basile Jonas is een leraar Nederlands aan een middelbare school. Op een dag wordt hij benaderd door zijn leerlinge Martha. Zij wordt seksueel benaderd door de vriend van haar moeder. Deze vriend is echter de befaamde grootindustrieel Johan Drexeler, waardoor niemand haar wil helpen, zelfs haar eigen moeder niet. Drexeler is namelijk behalve een succesvol zakenman ook een suikeroom die aan zeer veel doelen geld schenkt, en staat op goede voet met de minister van Financiën.
Basile probeert haar te laten onderduiken maar iedereen weigert. Men is of bang voor de gevolgen of financieel afhankelijk van Drexeler. Isa Baerts, een kennis van Basile en eens ook een vrijheidsactivist, waarschuwt hem dat hij op de Zwarte Lijst staat. Zij is al door de regering murw gemaakt. Kanunnik Lamaire weigert omdat Drexeler veel geld aan de Kerk bijdraagt. Ook hij was een tegenstander van de regering, maar had zich min of meer laten omkopen. De aanwezigheid van Martha lekt echter uit.
Dit heeft tot gevolg dat Basile Jonas voor een onderwijscommissie moet verschijnen. De eerste aanklacht is de "verleiding" en het "meelokken" van Martha, de tweede is het bespreken van een verboden boek in de les. Basile weet zichzelf vrij te pleiten maar de commissieleden manipuleren het gesprek voortdurend door te proberen Basile belastende woorden in de mond te leggen. Later blijkt dat iemand in Basiles huis is geweest en bepaalde "verboden boeken" heeft meegenomen. Basile eist opheldering bij de politie maar krijgt slechts te horen dat "dit dossier geheim is".
Martha's moeder eist inmiddels dat Martha teruggebracht wordt, anders laat ze de politie haar ophalen. Basile gaat een gesprek met haar aan maar ze blijft bij haar eis. Martha gaat ten slotte zelf terug naar huis.
Er wordt een proces aangespannen tegen Basile. Drexeler heeft overal zijn vriendjes zitten en de zaak verloopt niet goed. Procureur Galle, de vader van een verwend meisje uit Basiles klas dat een hekel aan Basile heeft, leidt de aanklacht tegen Basile. Baerts en Lamaire zijn onder druk gezet en ontkennen dat Basile met Martha bij hen is geweest, en een doktersonderzoek wijst uit dat Martha ontmaagd is. Dat de dader, als dit überhaupt waar is, weleens Drexeler zou kunnen zijn geweest, is een argument waaraan wordt voorbijgegaan. Basile moet een psychologisch onderzoek ondergaan waarin de onderzoekers hem als een viezerik af proberen te schilderen teneinde te bewijzen dat hij Martha wel moet hebben verleid of verkracht. Basile geeft de artsen hier geen enkele kans voor, maar ze bedenken wat anders. Als Basile zijn jas vergeet en wil ophalen, hoort hij dat de dokters hem naar reservaat Paalberg willen sturen, een "reservaat" voor afwijkende, nutteloze mensen.
Basile probeert per trein te vluchten maar wordt gearresteerd door een agent in burger en teruggebracht. In Paalberg krijgt hij een kamertje met een bordje wat voor soort afwijking hij heeft, en gasten kunnen als in een dierentuin deze "specimens" bekijken. Basile wordt geclassificeerd als een "homo mollis", een (te) zachtaardig mens.
Een jaar later is Martha Drexelers minnares geworden en bezoeken de twee Paalberg. Ze bekijken de mensen die daar verblijven en gaan vervolgens door naar de ruimte waar alle overleden bewoners van Paalberg zijn gebalsemd en opgezet "in dienst van de wetenschap". Martha wordt misselijk en als ze een glimp van de dode opgezette Basile ziet valt ze flauw. Drexeler realiseert zich wat hij gedaan heeft en raakt volledig van slag. De beheerder suggereert hierop dat Drexeler misschien zelf ook wel een homo mollis is, en wellicht ook in Paalberg thuishoort.